# Кангов конак
Канговият конак (на македонска литературна норма: Кангов конак) е стара жилищна сграда в град Гевгели, Северна Македония, обявена за част от Културното наследство на Северна Македония.

## Местоположение
Сградата е разположена в центъра на града, на улица „Димитър Влахов“ № 5, южно от Сградата на община Гевгели и срещу Андреевия конак.

## История
Канговият конак е построен в началото на XX век. Обявен е за паметник на културата и обект с висока културна стойност.

## Архитектура
Сградата се състои от партерно ниво и етаж. Частта, която излиза на ъгъла на двете улици, е със заоблена фасада.